# حرية (فلم 1929)
حرية (بالإنجليزية: Liberty) هو فيلم كوميدي صامت انتج في سنة 1929 بطولة لوريل وهاردي.

## طاقم التمثيل
- ستان لوريل
- أوليفر هاردي
- توم كينيدي
- سام لوفكين
- جيمس فينلايسون
- جاك هيل
- هاري برنارد
- جين هارلوو
- إد براندنبيرج

## وصلات خارجية
- حرية على موقع IMDb (الإنجليزية)
- حرية على موقع روتن توميتوز (الإنجليزية)
- حرية على موقع ألو سيني (الفرنسية)
- حرية على موقع ألو سيني (الفرنسية)
- حرية على موقع أول موفي (الإنجليزية)
- حرية على موقع فيلمافينيتي (الإسبانية)
- حرية على موقع قاعدة بيانات الفيلم (الإنجليزية)
- حرية على موقع ليتربوكسد (الإنجليزية)
- حرية على موقع كينوبويسك (الروسية)